# Eupithecia ussuriensis
Eupithecia ussuriensis är en fjärilsart som beskrevs av Karl Dietze 1913. Eupithecia ussuriensis ingår i släktet Eupithecia och familjen mätare. Inga underarter finns listade i Catalogue of Life.